# 斯科舍 (內布拉斯加州)
斯科舍（英語：Scotia）是位於美國內布拉斯加州格里利縣的村。

## 人口
根據2020年美國人口普查的數據，斯科舍的面積為0.90平方千米，皆為陸地。當地共有人口301人，而人口密度為每平方千米334人。